# Kalandos nyár
A Kalandos nyár (Les Vacances de l'amour) egy 160 epizódból álló francia sorozat mely Jean-François Porry alapötletéből készült, Pat Leguen-Ténot, Olivier Altman, Philippe Layani, és Emmanuel Fonlladosa rendezésében.Először a francia TF1 kábelcsatorna mutatta be 1996 augusztusa és 2007 márciusa közt.
Ezen sorozat, melynek helyszínéül egy karibi sziget szolgált, az előzmény sorozatokból (Hélène és a fiúk és a Magyarországon eddig be nem mutatott Le Miracle de l'amour) korábban megismert szereplők ballépéseit és szerelmi csalódásait mutatja be.

## Történet
|  | Alább a cselekmény részletei következnek! |

Miután egy nagy közös házba költöztek a the Miracle of Love-ban ,,, Jose, Benedict,,, Jimmy, Cynthia Oliver,,, Nathan, Laly és Manuela a napfényes Karib szigetekre megy vakációzni. Oda,,, ahol Nicolas él,.. régi szerelmétől Helenetől távol az öböl egyik kunyhójában.
A második évadban,,, a banda végre letelepszik a szigeten. Benedict és régi barátnője Johanna (a csapatba egy autóbaleset során botlik bele) egy bárt vezetnek,,, és Jose és Nicolas,,, Oliver kapitány parancsnoksága alatt kapitányoká válnak míg Jimmy sportoktató lesz. Olyan kalandokban vesznek részt melyekkel a rendőrség is gyakorta foglalkozik a szigeten . Mindemellett,,, Benedict megnyitja saját galériáját mialatt illetve Laly és Johanna beindítják ingatlanügynökségüket ahol villákat ajánlanak a szigetre érkező gazdag turistáknak. Ugyancsak a második évadban Joan karaktere  bukkan fel: először bonyolult kapcsolatba kerül Nicolassal  majd Joseval keveredik szerelmi kalandba.
A negyedik évadra visszatér Helen,,, aki élettársa,,, Dr. Blake halála után,,, úgy dönt beutazza a fél világot hogy újra megtalálja barátait,,, többek közt Nicolast, akihez még mindig erős érzelmi szálak fűzik. Két nő között örlődve,,, Nicolas egyre távolabb kerül a kínálkozó lehetőségtől.
Az ötödik évad végén egy régi ismerős érkezik a szigetre Christian személyében,,, akit az elődszériából a Helene és a fiúkból ismerhettünk meg,,, hogy megtalálja Johannat. (aki időközben már Joseval él). A fiú elhatározza,,, hogy megpróbálja visszaszerezni rég nem látott szerelmét.

## Szereplők
- Laure Guibert : Bénédicte
- Patrick Puydebat : Nicolas Vernier
- Laly Meignan : Laly
- Tom Schacht: Jimmy
- Philippe Vasseur : José
- Rochelle Redfield : Johanna (évad 2-5)
- Isabelle Bouysse : Jeanne Garnier
- Hélène Rolles : Hélène Girard (évad 4-5)
- Annette Schreiber : Cynthia (évad 1-2, 4)
- Audrey Moore : Audrey McAllister (évad 4-5)
- Ludovic Van Dorm : Stéphane (évad 1-2, 4-5)
- Ève Peyrieux : Ève Watson (évad 4-5)
- Éric Dietrich : Bruno (évad 3)
- Lakshantha Abenayake : Rudy (évad 4-5)
- Manuela Lopez: Manuela (évad 1)
- Michel Robbe : Jean-Paul (évad 4)
- Karine Lollichon : Nathalie (évad 1-3)
- Serge Gisquière : Peter Watson (évad 4)
- Donat Guibert : Mathieu (évad 4)
- Lynda Lacoste : Linda (évad 1)
- Fabrice Deville : Arnaud (évad 4)
- Mike Marshall : Capitaine Oliver (évad 3)
- Olivier Casadesus : Olivier (évad 1-3)
- Claude Sese : Capitaine Le Guennec (évad 3)
- Gregori Baquet : Christian (évad 4)
- Sébastien Roch : Christian (évad 5)
- Boris de Mourzitch : Hugo (évad 5)
- Virginie Desarnauts : Virginie (évad 4)
- Benoît Soles : David Lenoir (évad 4)
- Bradley Cole : Brad Murray (évad 4)
- Agnès Dhaussy : Véra Lenoir (évad 4)
- Célia Charpentier : Sabine (évad 4)
- Rody Benghezala : Lieutenant Boudarou (évad 3)
- Thierry Liagre : Capitaine Garcia (évad 3)
- Olivier Pagès : Marc (évad 4)
- Macha Polikarpova : Olga (évad 4)
- Manon Saidani : Ninon (évad 4)
- Christian Sinniger : Capitaine Derek (évad 3)
- Vincent Faraggi : Richard Mareuil (évad 2)
- Alain Flick : Robert Galfi (évad 1-2)

## Fordítás
- Ez a szócikk részben vagy egészben  a   Les Vacances de l'amour című francia Wikipédia-szócikk ezen változatának fordításán alapul.  Az eredeti cikk szerkesztőit annak laptörténete sorolja fel. Ez a jelzés csupán a megfogalmazás eredetét és a szerzői jogokat jelzi, nem szolgál a cikkben szereplő információk forrásmegjelöléseként.